# Коллекционирование

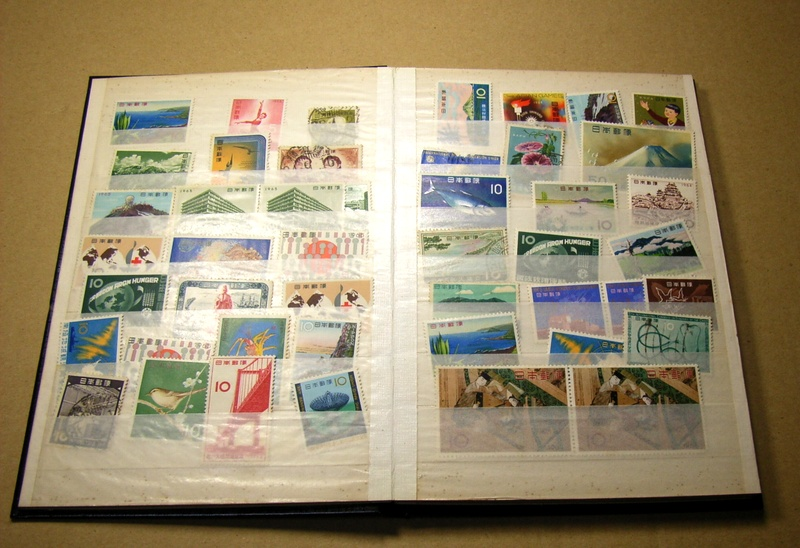

Коллекциони́рование (от лат. collectio «собирание, сбор») — деятельность, в основе которой лежит собирание коллекции, то есть систематизированное собирание и изучение каких-либо объектов (как правило, однородных или объединённых общностью темы). Это могут быть произведения искусства (книги, картины, музыкальные произведения, кинофильмы, видеоигры), историко-культурные и технические ценности и предметы (монеты, значки, почтовые марки[≡], карманные календари, модели[≡], автомобили) или объекты природы (насекомые, минералы, раковины моллюсков[≡], растения, животные). Коллекционирование предполагает выявление, сбор, изучение, систематизацию материалов, чем оно принципиально отличается от простого собирательства. 
Согласно В. Ильину, коллекционирование несёт компенсаторную психологическую функцию (сублимацию). По оценке психологов, приблизительно каждый третий человек испытывает удовольствие от коллекционирования чего-либо. Согласно опросам, в России коллекционированием увлекаются 48% населения (Авито, 2024 год), в США — 61% (MagnifyMoney, 2022 год). Объем мирового рынка коллекционных предметов оценивается в 2024 году по оценкам Towards Consumer Goods составлял $304,55 млрд, по данным Credence Research — $394,51 млрд, а по расчетам Market Decipher он должен был составить $496,2 млрд в 2025 году.
Колле́кция — систематизированное собирание чего-либо, объединённое по какому-то конкретному признаку, имеющее внутреннюю целостность и принадлежащее конкретному владельцу: частному лицу, организации, государству. Как правило, коллекция подразумевает под собой собирание редких вещей, недоступных каждому либо лимитированным количеством экземпляров. Благодаря этому коллекция становится более ценной с каждым последующим годом за счёт возрастания экономического спроса.
Коллекционе́р — человек, занимающийся коллекционированием.

## Описание
Коллекционеры обычно имеют коллекции одного вида, несколько разных или межвидовые тематические (см. аналогофилия ниже[≡]). Некоторые виды коллекционирования предполагают большие финансовые затраты, некоторые — нет. Часто коллекционирование ставит перед коллекционером задачу нахождения очень редких экземпляров, которых ни у кого нет, или тираж которых существенно ограничен. Часто также ставится задача сбора всех возможных предметов коллекционирования.
Коллекционные предметы группируют их возрасту. Например, распространена такая классификация: антиквариат, винтаж, современные (modern) и новейшие (contemporary) предметы.

## Объединения коллекционеров
По видам коллекционирования существуют неформальные и формальные клубы и городские, национальные и международные общественные организации коллекционеров (например, Московское городское общество коллекционеров, Всероссийское общество филателистов, Международный союз коллекционеров, Всемирное объединение коллекционеров «Филателистический интернационал», Всемирная ассоциация коллекционеров).
Известны также музеи того или иного направления коллекционирования (например, филателистические), библиотеки (например, филателистические) и особые специальные коллекции.
По коллекционированию издаются каталоги и альманахи, книги и прочие печатные издания (например, филателистические), в том числе регулярные и периодические (например, «Марки и коллекционер»).
В крупных городах, помимо регулярных собраний клубов коллекционеров, предметы коллекционирования традиционно (как правило, по выходным дням) продаются на специализированных (прежде всего нумизматических) и прочих т. н. «блошиных рынках». С целью продажи таких предметов существуют отделы в магазинах и торговых центрах и даже специализированные магазины. Для продажи и обмена коллекционных предметов в XXI веке широкое распространение также получили интернет-ресурсы, в том числе интернет-магазины.
В России и некоторых других странах отмечается День коллекционера, проводится Российский форум коллекционеров (Москва). Рядом обществ коллекционеров учреждены награды (например, филателистические).
В России
- Московское городское общество коллекционеров
- Московское общество собирателей почтовых знаков
- Московское общество филателистов и коллекционеров

Периодические издания: «Среди коллекционеров», «Коллекционер (ежегодник)», «Марки и коллекционер», «Санкт-Петербургский коллекционер», «Локотранс», «Автолегенды СССР», «Русский Библиофил» и др.; Советский коллекционер (ранее в СССР).

## Виды коллекционирования
| Название вида коллекционирования | Объект коллекционирования |
| Монеты, денежные знаки, ценные бумаги | Монеты, денежные знаки, ценные бумаги |
| --- | --- |
| Бонистика | Бумажные денежные знаки |
| Железнодорожная бонистика | Бумажные денежные знаки с изображениями железнодорожной тематики |
| Коллекционирование монет (в том числе памятных, коллекционных) и связанная с ним Нумизматика                                                                      | |
| Эрроризм | Монеты с ошибками, браком |
| Экзонумия | Нумизматические объекты, не имеющие статуса денежных знаков |
| Скрипофилия | Утратившие ценность ценные бумаги |
| Токенофилия | Жетоны, токены |
| Вектуризм | Жетоны метрополитена |
| Мереллофилия | Меро |
| Лотеристика | Лотерейные билеты |
| Коллекционирование фишек (жетонов) казино | |
| Военная тематика | |
| Сигнуманистика | Нашивки и шевроны |
| Милитария | Предметы, связанные с военной историей (обычно до 1945 года) |
| Униформология или мундироведение | Мундиры и униформа |
| Фалеристика | Ордена, медали, значки |
| Железнодорожная фалеристика | Эмблемы, нагрудные знаки, значки, жетоны, медали, посвящённые железнодорожной тематике                                                                              |
| Филобутонистика | Пуговицы |
| Фибулистика | Поясные пряжки (бляхи) |
| Почтовая и печатная продукция | |
| Филателия | Почтовые марки |
| Железнодорожная филателия | Железнодорожная почта (железнодорожные марки, почтовые штемпеля, цельные и целые вещи и др.)                                                                        |
| Штемпелеведение | Почтовые гашения |
| Металлостемпика | Марки, отпечатанные металлографией |
| Эрринофилия | Непочтовые марки |
| Сигиллатия | Рисунки художественных почтовых конвертов |
| Филокартия | Почтовые открытки |
| Максимофилия | Картмаксимумы |
| Маркофилия | Почтовые штемпели, гашения и пометки |
| Филотаймия | Карманные календарики |
| Филумения | Спичечные этикетки, коробки, сами спички и т. п. |
| Железнодорожная филумения | этикетки от спичечных коробок, а также бланковые этикети (выпускаемых специально для коллекционеров), отражающие железнодорожную тематику                           |
| Библиофилия, библиофильство | Книги |
| Экслибристика | Книжные знаки |
| Кофрокартия | Туристические наклейки (отельные, автомобильные) |
| Перидромофилия | Билеты на транспорт |
| Футболофилия | Билеты и программки с футбольных матчей |
| Коллекционирование плакатов | |
| Баллотика | Избирательные бюллетени, листки и черепки для голосования |
| Коллекционирование флаеров (рекламок, листовок) к фильмам | |
| Рекламофилия | Рекламные буклеты и флаеры |
| Коллекционирование игральных карт | |
| Предметы искусства, антиквариата, быта | |
| Коллекционирование живописи | |
| Коллекционирование эстампов | |
| Коллекционирование икон | |
| Кампанофилия | Колокольчики и колокола |
| Хорология | Часы |
| Коллекционирование фарфора | |
| Коллекционирование Гжели | |
| Коллекционирование Яиц Фаберже | |
| Коллекционирование фигурок нэцкэ и тому подобного | |
| Филофония | Аудиозаписи |
| Коллекционирование кинофильмов (обычно определённой тематики) | |
| Коллекционирование видеоигр | |
| Коллекционирование предметов декоративного стекла | |
| Коллекционирование подстаканников | |
| Брикофилия | Кирпичи с клеймом |
| Техника | |
| Коллекционирование «больших», реальных предметов техники | |
| Коллекционирование автомобилей — (старинных и классических), и других (например, коллекция автомобилей Брежнева)                                                  | |
| Коллекционирование фототехники, в том числе фотоаппаратов, объективов, цифровых фотоаппаратов[≡]                                                                  | |
| Коллекционирование радиоприемников | |
| Коллекционирование калькуляторов | |
| Коллекционирование компьютеров, в том числе ноутбуков, карманных компьютеров, планшетных компьютеров                                                              | |
| Коллекционирование радиоламп | |
| Коллекционирование телефонов, в том числе мобильных телефонов | |
| Коллекционирование компакт-кассет | |
| Коллекционирование масштабных моделей — автомобилей[≡], самолётов (включая стендовый авиамоделизм), железнодорожной техники, судов и других транспортных средств. | |
| Филолидия — коллекционирование упаковок либо их элементов (крышек, этикеток)                                                                                      | |
| Диролмания | Упаковки от жевательной резинки Dirol |
| Бирофилия | пивные принадлежности: этикетки, пробки, посуда, рецепты |
| Тегестология | Бирдекели |
| Коллекционирование алюминиевых банок | |
| Коллекционирование флаконов от духов | |
| Коллекционирование пробок | |
| Филумения | Спичечные коробки, этикетки |
| Фромология | Этикетки от сыра |
| Тиросемиофилия | Только круглые этикетки с фанерных коробочек от французского сыра типа камамбер                                                                                     |
| Ксирофилия (ксерофилия) | Упаковки от бритвенных лезвий |
| Гумофилия или филогамистика | Обёртки и вкладыши от жевательной резинки |
| Сакулумистика | Обёртки от шоколада и конфет |
| Гелатофилия | Обёртки от мороженого |
| Виттафилия | Бумажные кольца, надеваемые на сигары |
| Глюкотелия | Пакетики, саше сахара |
| Теонотафилия | Ярлыки, пакетики от чая |
| Природные объекты | |
| Коллекционирование насекомых, чучел животных | |
| Лепидоптерофилия | Бабочки |
| Оология | Яйца |
| Дологофилия | Птичьи яйца |
| Коллекционирование минералов (декоративных коллекционных минералов) и камушков                                                                                    | |
| Конхиология, конхиофилия | Морские раковины |
| Коллекционирование метеоритов | |
| Коллекционирование растений определённого семейства (например, кактусы, фиалки), коллекционирование засушенных растений (гербарий)                                | |
| Дендрофилия | Древние растения, культивируемые в грунте, и породы деревьев |
| Фитофилия | Комнатные растения |
| Кактусофилия | Кактусы |
| Модели, игрушки | |
| Коллекционирование масштабных моделей автомобилей (основные масштабы — 1:18, 1:24, 1:43, 1:72)[≡]                                                                 | |
| Коллекционирование моделей самолетов (основные масштабы — 1:72, 1:144, 1:200, 1:400, 1:500)                                                                       | |
| Коллекционирование моделей железнодорожной техники (1:120). | |
| Коллекционирование моделей кораблей | |
| Коллекционирование моделей других транспортных средств | |
| Плангонология | Куклы |
| Киндерфилия | Фигурки из киндер-сюрпризов |
| Барбифилия | Игрушки Барби |
| Пуллипомания | Пуллип |
| Коллекционирование экшен-фигурок | |
| Коллекционирование плюшевых мишек | |
| Коллекционирование кукол Энн и Энди | |
| Коллекционирование японских игрушек гасяпонов | |
| Легофилия | Игрушки Лего, минифигурки Лего |
| Коллекционирование старинных игрушек | |
| Коллекционирование игр | |
| Коллекционирование фигурок персонажей аниме | |
| Коллекционирование фигурок трансформеров | |
| Солдатистика (или филостратиотакия от греч. φιλία — любовь и στρατιωτάκια — солдатики)                                                                            | Солдатики |
| Другое | |
| Коноклефилия | Брелоки для ключей |
| Копоклефилия | Кольца для ключей и сами ключи |
| Ганофилия | Огнестрельное оружие (в том числе миниатюрное) |
| Найфофилия | Ножи |
| Фумофилия | Курительные трубки, кисеты, мундштуки, портсигары, табакерки, табачные пузырьки                                                                                     |
| Мемомагнетика | Магниты на холодильник |
| Вексиллология | Флаги и знамёна |
| Диджитабулизм | Напёрстки |
| Алкоминималистика | Миниатюрные бутылочки с алкоголем |
| Мылофилия | Мыло |
| Шандалофилия | Свечи |
| Стилофилия | Карандаши и ручки |
| Филоботия | Обувь |
| Аналогофилия | Разнородные, но аналогичные по теме предметы — например всё, что связано с изображением лошадей: почтовые марки, открытки, настенные календари, фотографии, картины |
| Коллекционирование вин | |
| Коллекционирование шильдиков | |
| Коллекционирование телефонных карт | |
| Коллекционирование пластиковых карт | |
| Филография | Автографы известных людей |
| Коллекционирование нематериальных вещей — музыкальных записей, кинофильмов, цифровых фотографий, анекдотов, афоризмов, стихов, песен, книг, вечных календарей     | |
| Коллекционирование типографских литер | |

## Связь с психическими расстройствами

### Нейробиология
Нейробиологические теории предполагают, что в некоторых случаях коллекционирование может быть объяснено повреждениями или аномалиями головного мозга. Согласно этому исследованию, коллекционирование может быть вызвано аномалиями в медиальной префронтальной коре, что также объясняет неудовлетворительные результаты психосоциальных вмешательств. Существуют также доказательства, подтверждающие эту гипотезу в отношении повреждений вентромедиальной префронтальной коры.

### Компульсивные расстройства
Коллекционирование как хобби может перерасти в накопительство или компульсивное накопительство, которое отличается тем, что заполнение большого пространства вещами приводит к значительному стрессу или ухудшению качества жизни. Компульсивное накопительство, также известное как расстройство накопительства, является диагностируемым психическим расстройством в DSM-5 и тесно связано с обсессивно-компульсивным расстройством личности.